# Hugo Biermann
Hugo Biermann, SSA, SD, OBE, južnoafriški admiral, * 6. avgust 1916, Johannesburg, Republika Južna Afrika, † 27. marec 2012, Cape Town, Republika Južna Afrika.
Biermann je bil med letoma 1952 in 1972 načelnik Južnoafriške mornarice, med letoma 1972 in 1976 pa načelnik južnoafriških Zveznih obrambnih sil.

## Trgovska mornarica
Po dveh letih urjenja na južnoafriški ladji General Botha med letoma 1932 in 1933   je kot kadet vstopil v Britansko mornarico in tam služil do leta 1938, ko so ga premestili v Pomorski oddelek južnoafriških železnic in pristanišč. 

## Pomorska kariera
Leta 1938 je postal podporočnik v Kraljevi pomorski prostovoljni rezervi. Januarja 1940 je bil vpoklican za redno služenje v Pomorskih obrambnih silah. Sredi leta 1941 je bil povišan v poročnika in prevzel poveljstvo nad južnoafriškimi ladjami HMSAS Imhoff,
Roodepoort in Aristea, nato pa je bil povišan v poročnika komandirja in postal vodilni mož reševalne ladje HMSAS Gamtoos.

## Smrt
Biermann je umrl pri starosti 95 let v svojem upokojenskem domu v naselju Silvermine Village pri Cape Townu. Pokopan je bil z vsemi vojaškimi častmi. 